# Neon Genesis Evangelion The Shinji Ikari Raising Project
Neon Genesis Evangelion The Shinji Ikari Raising Project (新世紀エヴァンゲリオン 碇シンジ育成計画?, Shin seiki Evangerion - Ikari Shinji ikusei keikaku) è un manga shōnen di Osamu Takahashi basato su un videogioco omonimo per PC del 2004. Come per Evangelion Iron Maiden, l'ambientazione è scolastica e simile a quella della realtà alternativa dell'ultimo episodio della serie Neon Genesis Evangelion e la trama si focalizza sulle relazioni interpersonali dei protagonisti.
Il manga è stato pubblicato per la prima volta in Giappone sulla rivista Shōnen Ace, la stessa del manga di Sadamoto, i cui capitoli sono stati poi raccolti in diciotto volumi. Il primo numero dell'edizione italiana è stato pubblicato nel novembre del 2008 mentre l'ultima nel febbraio del 2017.

## Trama
Shinji Ikari è un timido e impacciato studente delle scuole medie; egli vive con i genitori, Gendō Ikari e Yui Ikari, e tutte le mattine si dirige a scuola assieme alla sua amica d'infanzia, Asuka Sōryū Langley. I due amici litigano con una certa frequenza, suscitando l'ilarità di Tōji Suzuhara e Kensuke Aida, loro compagni di classe. Durante un giorno di pioggia, lasciato senza ombrello da Asuka, Shinji cerca un rifugio, incontrando una ragazza chiamata Rei Ayanami. Egli scopre che Rei, sua lontana parente da parte di madre, si è trasferita a casa sua. Shinji si ritrova in questo modo, suo malgrado, al centro di un triangolo amoroso fra Rei e Asuka.

## Lista capitoli
| Nº | Titolo italiano Giapponese 「Kanji」 - Rōmaji | Data di prima pubblicazione              | Data di prima pubblicazione |
| Nº | Titolo italiano Giapponese 「Kanji」 - Rōmaji | Giapponese                               | Italiano                    |
| 1  | Neon Genesis Evangelion The Shinji Ikari Raising Project 1 「新世紀エヴァンゲリオン 碇シンジ育成計画 (1)」 - Shin seiki Evangelion - Ikari shinji ikusei keikaku 1    | 23 marzo 2006 ISBN 4-04-713801-0         | 20 novembre 2008            |
| 1  | Capitoli - Stage 1 - 2 - 3 - 4 - 5 - 6 - 7 |                                          |                             |
| 2  | Neon Genesis Evangelion The Shinji Ikari Raising Project 2 「新世紀エヴァンゲリオン 碇シンジ育成計画 (2)」 - Shin seiki Evangelion - Ikari shinji ikusei keikaku 2    | 21 luglio 2006 ISBN 4-04-713838-X        | 19 dicembre 2008            |
| 2  | Capitoli - Stage 8 - 9 - 10 - 11 - 12 - 13 - 14 |                                          |                             |
| 3  | Neon Genesis Evangelion The Shinji Ikari Raising Project 3 「新世紀エヴァンゲリオン 碇シンジ育成計画 (3)」 - Shin seiki Evangelion - Ikari shinji ikusei keikaku 3    | 18 giugno 2007 ISBN 978-4-04-713935-0    | 25 gennaio 2009             |
| 3  | Capitoli - Stage 15 - 16 - 17 - 18 - 19 - 20 - 21 |                                          |                             |
| 4  | Neon Genesis Evangelion The Shinji Ikari Raising Project 4 「新世紀エヴァンゲリオン 碇シンジ育成計画 (4)」 - Shin seiki Evangelion - Ikari shinji ikusei keikaku 4    | 23 agosto 2007 ISBN 978-4-04-713960-2    | 22 febbraio 2009            |
| 4  | Capitoli - Stage 22 - 23 - 24 - 25 - 26 - 27 |                                          |                             |
| 5  | Neon Genesis Evangelion The Shinji Ikari Raising Project 5 「新世紀エヴァンゲリオン 碇シンジ育成計画 (5)」 - Shin seiki Evangelion - Ikari shinji ikusei keikaku 5    | 22 marzo 2008 ISBN 978-4-04-715030-0     | 22 marzo 2009               |
| 5  | Capitoli - Stage 28 - 29 - 30 - 31 - 32 - Extra stage 1 - 2 |                                          |                             |
| 6  | Neon Genesis Evangelion The Shinji Ikari Raising Project 6 「新世紀エヴァンゲリオン 碇シンジ育成計画 (6)」 - Shin seiki Evangelion - Ikari shinji ikusei keikaku 6    | 22 ottobre 2008 ISBN 978-4-04-715098-0   | 26 aprile 2009              |
| 6  | Capitoli - Stage 33 - 34 - 35 - 36 - 37 - 38 |                                          |                             |
| 7  | Neon Genesis Evangelion The Shinji Ikari Raising Project 7 「新世紀エヴァンゲリオン 碇シンジ育成計画 (7)」 - Shin seiki Evangelion - Ikari shinji ikusei keikaku 7    | 21 marzo 2009 ISBN 978-4-04-715206-9     | 24 gennaio 2010             |
| 7  | Capitoli - Stage 39 - 40 - 41 - 42 - 43 - Extra stage 1 - 2 |                                          |                             |
| 8  | Neon Genesis Evangelion The Shinji Ikari Raising Project 8 「新世紀エヴァンゲリオン 碇シンジ育成計画 (8)」 - Shin seiki Evangelion - Ikari shinji ikusei keikaku 8    | 24 giugno 2009 ISBN 978-4-04-715258-8    | 21 febbraio 2010            |
| 8  | Capitoli - Stage 44 - 45 - 46 - 47 - 48 - Extra stage |                                          |                             |
| 9  | Neon Genesis Evangelion The Shinji Ikari Raising Project 9 「新世紀エヴァンゲリオン 碇シンジ育成計画 (9)」 - Shin seiki Evangelion - Ikari shinji ikusei keikaku 9    | 19 dicembre 2009 ISBN 978-4-04-715347-9  | 20 giugno 2010              |
| 9  | Capitoli - Stage 49 - 50 - 51 - 52 - 53 - 54 - Extra stage 1 - 2 |                                          |                             |
| 10 | Neon Genesis Evangelion The Shinji Ikari Raising Project 10 「新世紀エヴァンゲリオン 碇シンジ育成計画 (10)」 - Shin seiki Evangelion - Ikari shinji ikusei keikaku 10 | 21 maggio 2010 ISBN 978-4-04-715456-8    | 16 aprile 2011              |
| 10 | Capitoli - Stage 55 - 56 - 57 - 58 - 59 - 60 - Extra epilogo (おまけ エピローグ?, Omake Epirōgu)                                                                      |                                          |                             |
| 11 | Neon Genesis Evangelion The Shinji Ikari Raising Project 11 「新世紀エヴァンゲリオン 碇シンジ育成計画 (11)」 - Shin seiki Evangelion - Ikari shinji ikusei keikaku 11 | 22 febbraio 2011 ISBN 978-4-04-715624-1  | 18 febbraio 2012            |
| 11 | Capitoli - Stage 61 - 62 - 63 - 64 - 65 - 66 - Extra stage |                                          |                             |
| 12 | Neon Genesis Evangelion The Shinji Ikari Raising Project 12 「新世紀エヴァンゲリオン 碇シンジ育成計画 (12)」 - Shin seiki Evangelion - Ikari shinji ikusei keikaku 12 | 21 settembre 2011 ISBN 978-4-04-715737-8 | 29 settembre 2012           |
| 12 | Capitoli - Stage 67 - 68 - 69 - 70 - 71 - 72 - 73 - Extra stage |                                          |                             |
| 13 | Neon Genesis Evangelion The Shinji Ikari Raising Project 13 「新世紀エヴァンゲリオン 碇シンジ育成計画 (13)」 - Shin seiki Evangelion - Ikari shinji ikusei keikaku 13 | 23 maggio 2012 ISBN 978-4-04-120253-1    | 25 gennaio 2014             |
| 13 | Capitoli - Stage 74 - 75 - 76 - 77 - 78 - 79 - Extra stage |                                          |                             |
| 14 | Neon Genesis Evangelion The Shinji Ikari Raising Project 14 「新世紀エヴァンゲリオン 碇シンジ育成計画 (14)」 - Shin seiki Evangelion - Ikari shinji ikusei keikaku 14 | 21 novembre 2012 ISBN 978-4-04-120489-4  | 24 maggio 2014              |
| 14 | Capitoli - Stage 80 - 81 - 82 - 83 - 84 - 85 - Extra stage 1 - 2 |                                          |                             |
| 15 | Neon Genesis Evangelion The Shinji Ikari Raising Project 15 「新世紀エヴァンゲリオン 碇シンジ育成計画 (15)」 - Shin seiki Evangelion - Ikari shinji ikusei keikaku 15 | 22 agosto 2013 ISBN 978-4-04-120836-6    | 19 luglio 2014              |
| 16 | Neon Genesis Evangelion The Shinji Ikari Raising Project 16 「新世紀エヴァンゲリオン 碇シンジ育成計画 (16)」 - Shin seiki Evangelion - Ikari shinji ikusei keikaku 16 | 26 giugno 2014 ISBN 978-4-04-101746-3    | 5 dicembre 2015             |
| 17 | Neon Genesis Evangelion The Shinji Ikari Raising Project 17 「新世紀エヴァンゲリオン 碇シンジ育成計画 (17)」 - Shin seiki Evangelion - Ikari shinji ikusei keikaku 17 | 26 novembre 2014 ISBN 978-4-04-101747-0  | 5 marzo 2016                |
| 18 | Neon Genesis Evangelion The Shinji Ikari Raising Project 18 「新世紀エヴァンゲリオン 碇シンジ育成計画 (18)」 - Shin seiki Evangelion - Ikari shinji ikusei keikaku 18 | 26 maggio 2016 ISBN 978-4-04-101748-7    | 9 febbraio 2017             |